# Silure (1901)
Silure (Q14) – francuski okręt podwodny z początku XX wieku i okresu I wojny światowej, czwarta jednostka typu Sirène. Została zwodowana 29 października 1901 roku w stoczni Arsenal de Cherbourg, a ukończono ją w czerwcu 1902 roku. Okręt służył w Marine nationale do 1919 roku. 

## Projekt i budowa
„Silure”, zaprojektowany przez inż. Maxime’a Laubeufa, stanowił rozwinięcie jego poprzedniego projektu, „Narvala” – pierwszego dwukadłubowego okrętu podwodnego na świecie. Oprócz większej wyporności, na okręcie zamontowano ulepszoną siłownię, co zaowocowało skróceniem czasu potrzebnego do zanurzenia jednostki (poniżej 6 minut).
„Silure” zamówiony został 1 maja 1900 roku i zbudowany w Arsenale w Cherbourgu. Stępkę okrętu położono w 1900 roku, a zwodowany został 29 października 1901 roku. Nazwa nawiązywała do morskiej ryby silurusa. Koszt budowy wyniósł 24 700 £.

## Dane taktyczno–techniczne
„Silure” był małym okrętem podwodnym o konstrukcji dwukadłubowej. Długość całkowita wynosiła 32,5 metra, szerokość 3,9 metra i zanurzenie 2,5 metra. Wyporność w położeniu nawodnym wynosiła 157 ton, a w zanurzeniu 213 ton. Okręt napędzany był na powierzchni przez maszynę parową potrójnego rozprężania systemu Brule o mocy 250 koni mechanicznych (KM), do której parę dostarczał kocioł du Temple. Paliwo stanowił mazut. Napęd podwodny zapewniał silnik elektryczny Hillairet-Huguet o mocy 100 KM. Jednośrubowy układ napędowy pozwalał osiągnąć prędkość 9,75 węzła na powierzchni i 5,8 węzła w zanurzeniu. Zasięg wynosił 600 Mm przy prędkości 8 węzłów w położeniu nawodnym oraz 55 Mm przy prędkości 3,75 węzłów pod wodą. Dopuszczalna głębokość zanurzenia wynosiła 30 metrów.
Okręt wyposażony był w cztery zewnętrzne wyrzutnie torped kalibru 450 mm systemu Drzewieckiego, bez torped zapasowych. Załoga okrętu składała się z 13 oficerów, podoficerów i marynarzy.

## Przebieg służby
„Farfadet” został wcielony do służby w Marine nationale w czerwcu 1902 roku. Jednostka otrzymała numer taktyczny Q14. W okresie I wojny światowej okręt pełnił służbę na wodach kanału La Manche i Atlantyku operując z Cherbourga, a następnie w listopadzie 1919 roku został skreślony z listy floty. Sprzedano go 12 listopada 1920 roku.